# Curmont
Curmont é uma comuna francesa na região administrativa de Grande Leste, no departamento de Haute-Marne. Estende-se por uma área de 2,94 km². Em 2010 a comuna tinha 13 habitantes (densidade: 4,4 hab./km²).